# 日本國鐵485系電力動車組

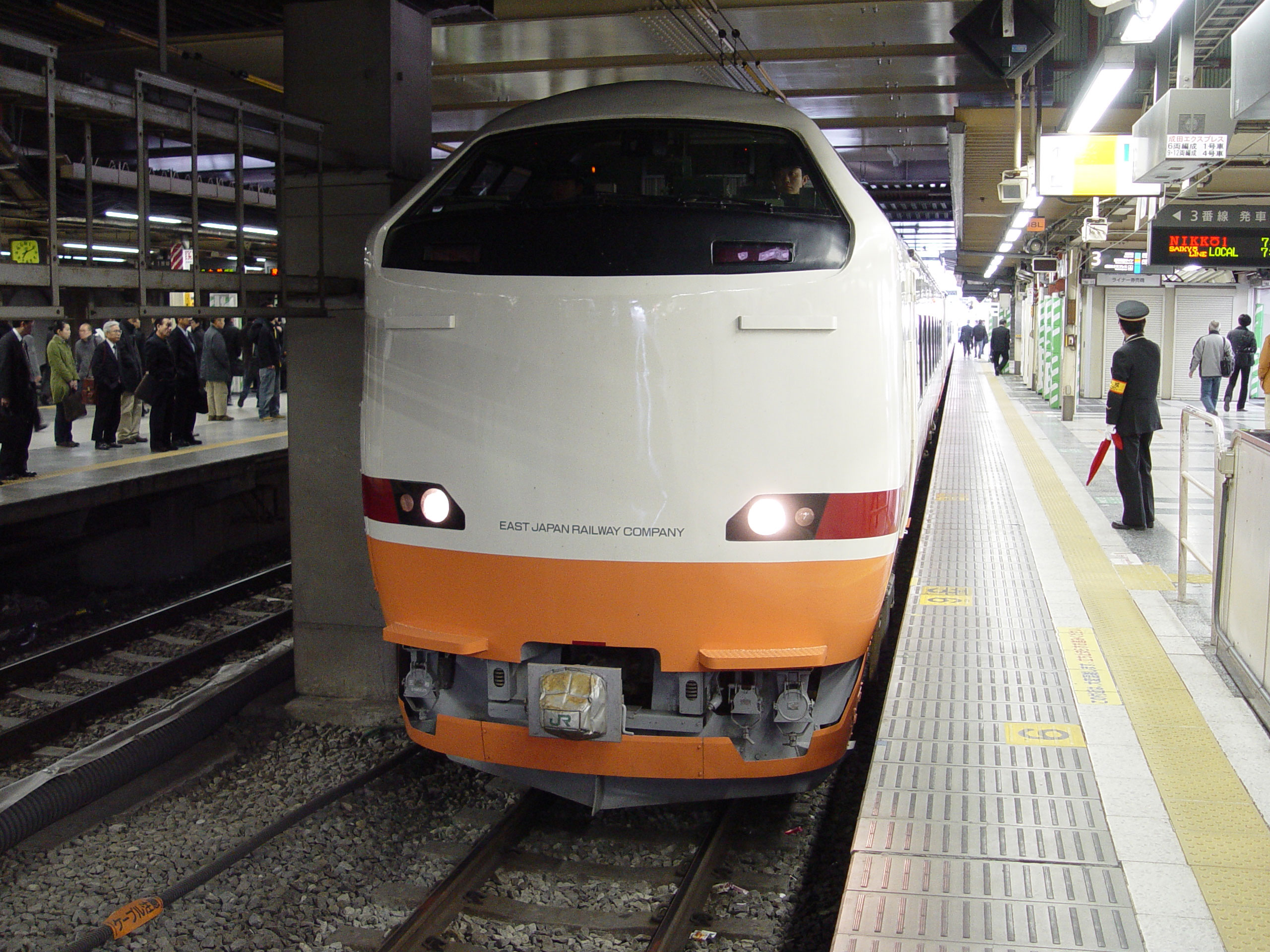
由JR東日本與東武鐵道聯營的特急「日光」所使用之485系車輛（攝於新宿）

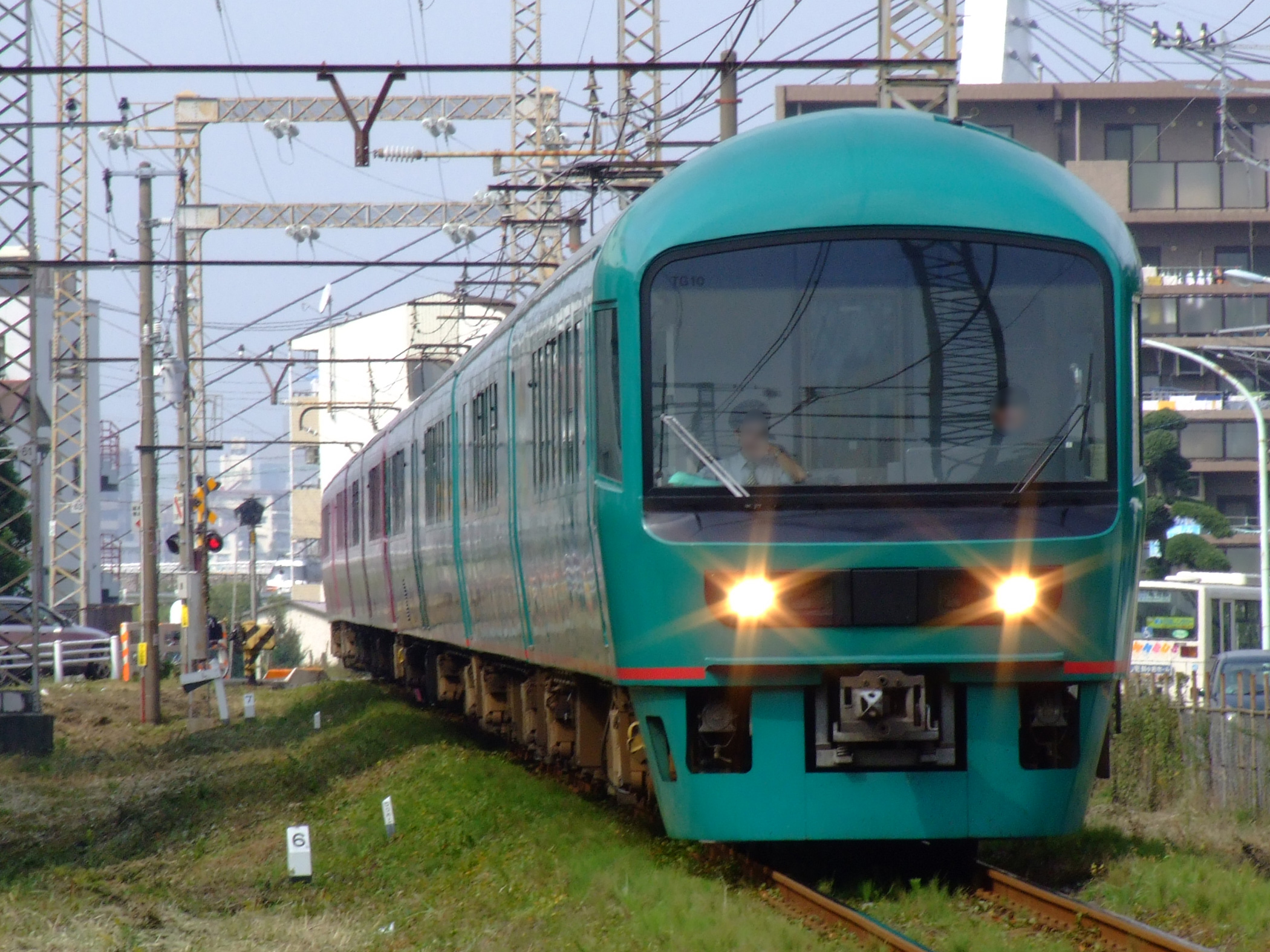
已在2010年時停駛的臨時列車「山並」（やまなみ）所使用的車輛，是經過特殊改造的485系

485系電聯車（日語：485系電車）是日本國有鐵道（國鐵）的交流和直流電兩用特急型電聯車，可在交流及直流電氣化區間行駛。
由於包括481系、483系、485系與489系在內的各車款都擁有相同的車輛構造，因此一併在本條目中羅列介紹。

## 簡介
這款列車的設計是以1964年研發的481系為基礎，在1968年到1979年間大量生產，至今仍為日本多個地區提供特快列車服務。
近年，有大量的485系被JR各社翻新，而各自擁有不同的外觀。有部分列車於翻新後，其車內和車體甚至能與全新開發的特急用車輛看齊。如日光號和山並號所使用的485系車輛就是已經過翻新的版本。
485系其中一個特別之處是其分支設計非常多，是各車種之中少見的，光是最明顯的車頭設計就已有幾種。
在國鐵及JR的運行範圍中，除了JR四國之外，其他各地皆可見到485系的蹤跡。國鐵分割民營化時，除JR四國與JR東海外，其他四家旅客鐵道公司皆有接管485系。迄2014年7月為止東日本旅客鐵道（JR東日本）仍然保有為數不少的485系，擔當著主力車隊的角色。北海道旅客鐵道（JR北海道）的485系已全數報廢；西日本旅客鐵道（JR西日本）、九州旅客鐵道（JR九州）各僅保留1輛與8輛。

## 歷史
自1950年代中期，由於本地線路電氣化中地面設備的成本低廉，促進了交流電電氣化，並且在各個地方都設有無電化區間，作為直流電氣化的連接點。此外，485系的生產，也是為了在快速列車擴展到局部線路部分時，滿足上述動力系統操作的直接需求。
自1964年（昭和39年）起，DC / AC 60Hz兼容的481系投產，供關西、北陸及九州使用；從1965年起，DC / AC 50Hz兼容的483系出產並為關東和東北地區使用。而從1968年開始，便生產出交流頻率為50 / 60Hz的485系，並成為該系列的統一型號。
1971年，作為衍生型號，開始生產489系，在橫川和輕井澤之間的信越本線（碓氷峠）與EF63作並列運行。
該系列一直生產到1979年（昭和54年），並在除四國以外的日本其他地區的特快列車上使用。最初，隨著東京，大阪和名古屋等都會圈的交流電化，成為直通特急的主力，亦在山陽、東北、上越等新幹線開業後，擔當連接特急的角色。
1987年國營鐵路私有化時， JR北海道， JR東日本， JR西日本和JR九州已將這些型號的列車投入特急營運。但是，JR北海道僅將付隨車作為原型進行了改裝，但其中一列沒有進行改型並被報廢。自1990年代以來，還對歡樂列車進行了修改，使之成為僅限團體旅行的列車。及後，隨著新幹線的開通、車體老化及生產線的更換，運行逐漸減少，報廢數目亦不斷增加。例行營運已於2017年3月3日結束。

## 外觀及設備
外觀遵循151系/161系→181系的流線形，頂部採用相同的閥蓋外型。但是，自1972年以來生產的後期型クハ 481型，則更改為與幾乎同時出現的183系相似的設計，亦因此載客量增加了8人。
地板高度設置為1,230mm，比郊區/特快車高10mm，車頂高度比151系列高120mm。為了與操作路線的平台高度相匹配，門設置了台階，並考慮到東北和北陸等寒冷地區的營運，採用防雪防寒結構製造。側門最初是用普通鋼製成的，但是1968年以後製造的列車被改成內部沒有油漆的不銹鋼。
在服務方面，儘管最初是使用行先標來顯示側面的副目的地牌，但是481系和483系是JR首批以自動捲繞式方向幕安裝工作做準備的列車，1968年以後製造的485系，開始安裝的方向幕最初顯示為18幀，在中期型後，與40幀兼容，後來又統一為後者。
至於空調器，在先前的類型中，一個或兩個AU12型分佈式空調器容納在蘑菇形的殼體中，先頭車安裝在車頂上，中間車安裝在車頂上。但是，由於受集電弓和AC設備的限制，モハ480形・モハ482形・モハ484形和モハ488形僅限於三個AU12設備，並且冷卻能力不足。將安裝三種固定式AU41。但是，後一版本已發生了很大變化（詳細信息將在後面說明）。

## 新造車

### 481系
481系電車於1964年面世，這款特快列車起初投放在北陸本線，來往關西及九州之間，同時兼容交直流電源系統。同年12月也將之投放在新開設的大阪至富山，及名古屋至富山路線的特快列車服務上，兩線所用的列車分別被命名為「雷鳥號」及「白鷺號」。
外觀基本上與151系電車相似，頭尾車廂採用帽子形狀設計，快速型及近郊型車廂高度相同，但481系內部卻與151系截然不同，包括車輛底部機件配置，使車廂部分的地板會稍高一點，而駕駛室的頂部及佈局也與181系不同。另外由於沿線月台高度比車門低，因此在車門下加裝階梯，方便乘客乘車。

### 483系
於1965年10月時刻表改正時登場，並使用於行駛日本東北地區的特急上，嚴格來說本系列只有483型、482型兩個型式，跟481系的差異是配上了交流50Hz主變壓器。
該系列車配置在仙台運輸所（現為仙台車輛中心）行走「雲雀」及「山彥」，運用於東北本線、常磐線系統的特急列車。

### 485系
國鐵在來線電氣化後，直流與交流50・60Hz共用一共對應了三個不同的電源形態，モハ485・484型在1968年到1979年間製造。因各種細部改造車登場，產生了200番台、300番台、1000番台、1500番台和3000番台。
- 因為從大阪 - 青森行駛的定期列車「白鳥」會橫跨三個不同的電源區間，因此計劃能夠讓車輛有廣域運轉的自由度。

### 489系
為配合信越本線行經橫川與輕井澤之間而開發的電車，可以和EF63型電力機車連結進行協調運轉以順利爬上該區間的陡坡。

## 改造車
485系和489系的改裝車種類繁多，從細微的鉛線改裝，電氣設備的脫開以及改變車身結構的大型物品不等，還有不更改車號的改裝實例。除非另有說明，否則建造工廠等均以當時的名稱表示。

#### クロ481形
51 - 57
由於1968年10月1日對時刻表進行了修改，東北特急列車與以上野方向先頭車的クロ481形的9輛列車進行統一，仙台運轉所的サロ481形全車，亦是由郡山工場進行先頭化改造的。
為進行該次修改，原型車的一部分車身被拆卸，並以與製造新車時相同的方式在底架上組裝罩型駕駛室。當時車架沒有擴展，所以總長度比クハ481形0番台短，幾乎沒有區別，因為新製車的0番台也採用了改裝車的設計。
即使在改造後，該車仍在仙台所屬的地方運行，但在1975年，有7輛車移到了南福岡電車區。在國鐵時代， 52號和54號超齡，53號由於事故報廢。剩下的四輛車被JR九州接管，直到1995年，全車報廢。
- サロ481-19 - 25→クロ481-51 - 57

### 3000番台

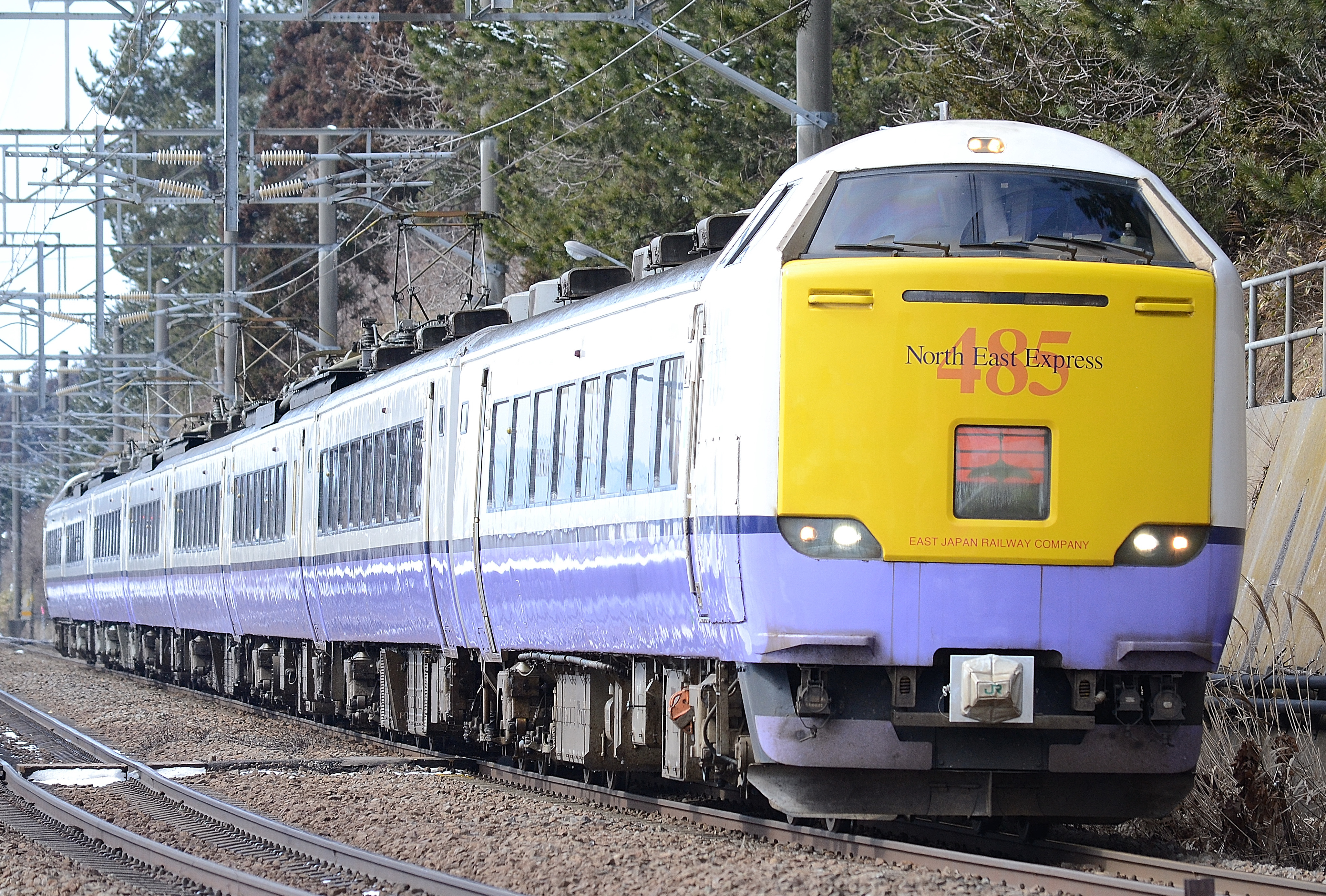
3000番台
青森車輛中心所屬車

從1996年到2001年，JR東日本為1000番台車進行了大規模翻新工程。土崎工場（現秋田綜合車輛中心）和青森運輸所東派出所對９輛編成２組，6輛編成12組，增結用MM’3組6輛，總共96輛車進行了改造，並將它們放置在青森運輸所上沼垂運輸區使用。
外裝
- 更換外塗層。
- 側窗向下擴展50mm。
- 側面目的地顯示LED化。
- 對クハ・クロハ481形進行了以下修改：

1. 移除所有現有的駕駛室頂棚並替換為新的頂棚結構，以將高度擴展到極限，並加大前擋風玻璃。
2. 水潑增至三個，由氣動改為電動。
3. FRP面罩貼在正面。
4. 前面列車名表示機LED化。
5. 列車裙邊加裝蓋子。
6. 將頂部前燈更改為兩個。
7. 將下部前燈的外側更改為投射燈，將內側更改為HID燈。
8. 尾燈直接置於前窗下方，並轉換為LED。

內裝
- 化粧板被更換。
- 採用平面天花板和平面燈罩。
- 入口/出口照明燈被調暗。
- 在連結部分，改用更輕便的蜂窩結構代替穿透式滑動門和側面滑動門。
- 改用把手門擋。
- 通過電子感應實現隔室門的自動化。
- 將入口/出口和駕駛室地板覆蓋物更換為防滑類型。
- 在各車輛的分隔門和滑動門的上部安裝有表示各種信息的電子設備，該信息包括行車資訊，車號和禁煙。
- 在上述裝置和位置中還安裝了LED滾動式引導顯示（車站預報，報紙新聞資訊，天氣預報等）。
- 馬桶被替換為西式真空吸引式。
- 傳統的洗手間被拆除，並建立了一個新的單元型男廁和一個小空間洗手間。
- 車內廣播採用古典音樂。
- 對綠色車廂進行了以下翻新：

1. 更換為與新幹線200系相同的行李架。
2. 換成玻璃鋼蓋，包括窗簾。
3. クロハ481形替換為新的四排座椅，サロ481形則升級為三排座椅，改用絲絨。

- 對普通車廂進行以下翻新：

1. 座椅更改為可持續傾斜和滑動910mm。
2. 更新行李架。
3. 將空氣淨化器安裝到吸煙車上。
4. モハ484形的一部分是無障礙車輛，在入口/出口側安裝了可與輪椅兼容的大型西式馬桶，多功能室和兩個與輪椅兼容的座椅。
5. モハ485形的一部分由廁所改造成銷售準備室，或將盥洗室改造成電話室。

機器
- クハ・クロハ481形

1. MG到SIV的輔助電源更換。
2. CP的容量增加到2500 l / min，並由三相交流誘導電動機驅動的静音床下搭載取代。

- モハ484形

1. 斷路器從氣動（ABB）更改為真空（VCB）。

制動裝置和方式與常規車輛相同，因此可以混合使用，但在商業運營中沒有任何記錄。

#### 配置基地的差異
青森列車和新潟列車之間存在以下差異：
外板塗装
- 兩者都是以白色和藍色為主，但是青森車更接近紫色。新潟車的側面滑動門和連接表面周圍塗有深綠色油漆。

頭車及車首塗装
- 青森車為黃色，帶有“ North East Express 485”和“ EAST JAPAN RAILWAY COMPANY”的徽標。另外，與頂部相同的徽標也印於乘員艙門的前面。
- 新潟車為綠色，駕駛室附近帶有JR標誌。

##### 編成
在新潟R1、2編隊中的“はくたか”運行終止後，青森和新潟車均有6輛編隊，並且車輛組成相同，但分佈不同。

### JR九州改修車
JR九州進行了以下修改，目的是消除與783系新型號之間的差異。
車體
- 根據水戸岡鋭治研究所的建議作出塗裝變更。
- 車頂改塗黑色。
- 嵌入光窗和側面緊急出口。

機器
- 禁用電源開關電路，使其成為純交流專用車輛。
- 移除了モハ484形的第二個集電弓，並拆除了連接到某些車輛的踏板。

車内
- 將綠色座椅統一為三排。
- 用斜躺座椅代替普通座椅。
- 空氣淨化器安裝在綠色車和吸煙普通車中。
- 抽水馬桶上裝有抽氣扇。
- クロ480形和モハ485形在內的5輛列車中，已將廁所/洗手間更改為職員室/銷售準備室。
- 車上配置卡型公用電話和天線。

先頭車
- クハ481形200番台及クハ480形安裝了嵌入式通門，門軌已被拆去。
- クハ481形300番台及クモハ485形的前裝飾條已被拆去。
- 正面特急標記改為金色。
- 頭部標記已更改為以下新設計，該設計使用黑色作為背景色，並以白色字母表示列車名稱和標誌。

1. 以“ KAMOME EXPRESS”，“ MIDORI EXPRESS”和“ HUIS TEN BOSCH”代表新標誌。
2. “ RED EXPRESS”的上側帶有一個大的“ RE”徽標，下側帶有一個列車名稱＂かもめ＂，以羅馬字母表示“ Kamome”，其他列車則以平假名表示。
3. 在“きりしま”霧島和“ひゅうが”日向列車有以下特色：

1. 同樣有“ RED EXPRESS”標示。
2. 將徽標更改為兩段的“ KIRISHIMA EXPRESS”。
3. 徽標部分更改為“ K＆H”。
4. 僅顯示列車名稱。

- 然而，有紀錄顯示在國鐵時代，一些標紀因某種原因被特定使用。

這項翻新最終應用於所有JR九州車輛，並具有六種不同的塗裝。
かもめ KAMOME EXPRESS
- 以JR九州的紅色為基礎繪製，該公司的顏色在1990年3月建造，用於“ かもめ”專用的7輛或8輛編成。它也被稱為“赤いかもめ”紅海鷗，因為帶有以“海鷗”為主題的徽標。
- 在1996年被783系取代並消失。

みどり MIDORI EXPRESS
- “ みどり＂的塗色於1990年10月製成，儘管同樣是建基於紅色，但“ KAMOME EXPRESS”中使用的窗戶周圍的黑色油漆尚未塗上。之所以稱其為“ Red Midori”，是因為在各個地方都放置了以“ Midori”為主題的徽標。
- 在2000年被783系取代並消失。

RED EXPRESS
- 最初於1990年建造，當時是由5輛編成的“ かもめ”和“ みどり”組合而成。塗裝建基於紅色，“ RED EXPRESS”和徽標標記出現在各個位置。
- 與以上兩種類型不同，對列車運行沒有限制，因此它也適用於“にちりん”和“有明”。
- 2000年後，它還用於“きりしま”霧島和“ひゅうが”日向，但後來被783系和787系取代，並於2012年消失。

豪斯登堡號 HUIS TEN BOSCH → 霧島 KIRISHIMA & 日向 HYUGA
- 建於1992年。使用紅色塗漆，及在各個位置使用“ HUIS TEN BOSCH”字母和“ Huis Ten Bosch”作為徽標。
- 1994年，車身的底色塗漆更改為モハ485（綠色）+ モハ484（藍色）+ サハ481（黃色）+ クハ481（綠色），並以紅色，藍色，黃色和綠色拼成圖形。
- 在2000年，所有的“ハウステンボス”豪斯登堡號列車被統一為783系，當轉換為“霧島”和“日向”時，サハ481形被報廢，並組成了三節車廂。徽標標記被更改，成為“ KIRISHIMA＆HYUGA”的塗裝。
- 2012年，被783系及787系取代，並且消失。

霧島特急 KIRISHIMA EXPRESS
- 使用1995年製造的“ きりしま　Kirishima”綠色塗漆，並展示＂KIRISHIMA EXPRESS”徽標。
- 2000年，它與“日向”（Hyuga）經常共通營運，並隨著“ KIRISHIMA＆HYUGA”的投入營運，與及由“ RED EXPRESS”塗漆的列車改造成“ Nichirin”和“ Huis Ten Bosch”列車後，因而被取代和消失。
- 2004年，因RED EXPRESS獲得保留，由3輛的Dk9編成並作出修復而復出，但於2010年，隨著被更改為國鐵顏色，因而再次消失。

舊國鐵色
- 2000年，為紀念千禧年建造了Dk2編成。並於2010年8月，建造了上述Dk9編成，在同年12月，將其安置在大分車輛中心。
- 該組5輛Do32編成是JR九州的最後一列車，並在2015年10月18日，進行了榮休運行，由大分站駛往小倉總合列車中心，完成廢車回送及標誌著服役的終結。

### 歡樂列車ジョイフルトレイン
該系列的歡樂火車有以下所述車輛，改造和所有權均屬JR東日本。
有關該車的詳細資訊，請參閱Joyful Train ジョイフルトレイン（有關“ Resort Express Yu リゾートエクスプレスゆう”和“ NO.DO.KA / のどか”的資訊，請參閱183系）。

##### 型式
全車改造，有各種類型的施工，包括車廂結構更改，或底盤被完全置換。

##### モロ485形
１—９
從2號車開始，車箱結構被完全改造，成為和式列車。公用電話分別安裝在2、4、8和9號車中，廁所、休息室和更衣室分別安裝在3、5和7號車內。
- 1號車：是「リゾートエクスプレスゆう」的中間動力車，1998年10月進行和式化，載客量由33名更改為28名。

　* サロ189-6→モロ485-1
- 2-3號車：「宴」的中間動力車，載客數為28名。

　* モハ485-56・37→モロ485-2・3
- 4-5號車：「華」的中間動力車，載客數為28名。

　* モハ485-87・149→モロ485-4・5
- 6-7號車：「ニューなのはな」的中間動力車，6號車可容納44張榻榻米和64個座位，7號車可容納40個榻榻米墊和56個座位。

　* モハ485-1017・1076→クモハ485-1001・1009→モロ485-6・7
- 8號車：「やまなみ」的中間動力車，載客數為28名。2011年改造成「リゾートやまどり」。

　* モハ485-58→モロ485-8
- 9號車：「せせらぎ」的中間動力車，載客數為32名。2011年改造成「リゾートやまどり」。

　* モハ485-1071→モロ485-9

### 海外版485系
韓國鐵路廳（現名韓國鐵道公社），1980年曾參考日本國鐵485系的機器規格向日本日立訂製9900系電車，行走國內特快班次，但因車輛陳腐化及KTX韓國高速鐵道新列車相繼投入，本系列已於2001年全數退役。

## 運用實績

### 國鐵時代
485系最早是運用在北陸特急列車的「雷鳥」「白鷺」，並進一步運用到東北地方以及山陽地區，包括了「燕」「初雁」「翼」「白鳥」等特急車輛。在新幹線開始營業之後，特急列車改變為短距離以及短編組形式，直到民營化階段。

#### 北海道地區
1974年4月 - 1980年9月，配置於札幌運轉所。

#### 東北地區
1965年、仙台運轉所共有44輛配置，並以「雲雀」2往返與「回聲」1往返的編成開始運用。

#### 九州地區
九州地區是從1965年開始運用，配置於向日町運轉所與本州直通運轉。1975年山陽新幹線開通後，
國鐵分割民營化時，JR九州繼承了324輛。

### 國鐵分割・民營化後
2012年7月時，共有235輛分別歸屬于JR東日本・JR西日本營業運行中，但因為最老的車輛已經製造超過30年以上，在後續車種登場的狀況下，陸續遭到汰換。
目前只有JR東日本所屬的車輛有定期運行，JR西日本的車輛只作為保留車，JR九州的車輛則是作為保留車以及臨時列車使用。